# Lee-Hom Wang
Alexander Lee Hom Wang (Rochester, Nueva York, 17 de mayo de 1976), más conocido como Lee-Hom Wang, Leehom Wang o Wang Leehom, (En chino: 王力宏) es un cantante, compositor y actor estadounidense de origen taiwanés, ganador en 4 ocasiones de los Golden Melody Awards. Según la revista Goldsea, Wang se encuentra en el puesto 76 de los 130 estadounidenses de origen asiático más inspiradores de todos los tiempos.

## Biografía
Alexander Lee-Hom Wang (también conocido como Wang Leehom, Wang Lihong y otras variantes de pronunciación) nació en Rochester, Nueva York el 17 de mayo de 1976. Asistió a Jefferson Road Elementary School, Pittsford Middle School, luego Pittsford Sutherland High School en el pueblo de Pittsford. Conocido por la excelente educación, Pittsford School District, ha hecho a Wang una buena persona. Wang se graduó en Sutherland High School con un puntaje perfecto de 1600 SAT. Antes de la graduación, estudió en Williams College y se graduó con honores en Música y Estudios asiáticos. También asistió a Berklee College of Music en el programa Música Profesional, con su voz como su principal instrumento.
En 1995 fue contratado con un contrato profesional cuando visitaba a sus abuelos en Taiwán. Tiempo después, Wang comenzó a ser uno de los nuevos compositores y músicos que revolucionaron la música China. Escribe sus propias canciones y dirige sus propios videos.
Su proyecto del 2004, Shangri-La (心中的日月) tiene ritmos R&B, dance pop y chinos. En el 2005, Heroes of Earth (蓋世英雄) estaba concentrado en R&B, hip hop, rap, y con fuertes énfasis de la Ópera de Pekín.
Como proyectos futuros se encuentra la adaptación cinematográfica de Mulan que rodará junto a Zhang Ziyi y se estrenará en 2012

## Carrera musical

### 1997–2000: Comenzando
En 1995, durante un viaje de verano a Taiwán, el talento musical de Wang fue descubierto. Su álbum debut Love Rival Beethoven (情敵貝多芬) fue realizado por BMG en invierno de 1995.
Wang fue insistido para que dejara su colegio y dedicara todo su tiempo a su carrera musical. Wang insistió en terminar sus estudios, en ese mismo momento, tuvo una petición de Decca Records en donde le pidieron sus composiciones para el próximo álbum. Una de sus composiciones con el título o zhuda para su segundo álbum If You Heard My Song (如果你聽見我的歌). Wang siguió sus estudios en Williams College, y realizó Missing You (好想你) durante la ruptura del invierno de 1996 y White Paper (白紙) durante el verano de 1997. No llegó a ser tan famoso hasta después cuando realizó Revolution (公轉自轉) que fue realizado después de su graduación de Williams.

### 1998–2002:Revolution
Después de graduase de Williams College, Wang pudo concentrase en su carrera musical. Fue contratado por Sony BMG Taiwán en donde realizó su quinto álbum Revolution (公轉自轉) el 21 de agosto de 1998. Este álbum lo llevó a la fama ganando "Best Producer of the Year" y "Best Male Vocalist" del 10th Golden Melody Awards en 1999. Solo tenía 22, haciendo que el fuera la primera persona joven en ganar un "award" en dos categorías.
Su sexto álbum Impossible to Miss You (不可能錯過你) que fue realizado 10 meses después. Fue nominado nuevamente al "Best Male Vocalist" del 11th Golden Melody Awards, pero no ganó este premio aquí. El interesante estilo de la música de Wang incorporada en este álbum atrajo a nuevos fanes. Cuando realizaba Revolution, metió varios estilos en las canciones lo cual atrajo a numerosos fanes de diferentes regiones de Asia. 
Aunque creció en Nueva York, Wang siempre ha tenido raíces asiáticas. Incorporó sonidos chinos en su música. En el 2000, año del Dragón en el calendario lunar chino, Wang realizó una canción muy popular china "Descendants of the Dragon" (龍的傳人) que incluyó en su séptimo álbum Forever's First Day (永遠的第一天). La canción hizo crecer el orgullo de la generación joven china, que tiempo después fue la canción más cantada en todos sus conciertos.
Su octavo álbum The One and Only (唯一) marcó su carrera musical. "The One and Only" (唯一) comenzó a ser su marca musical. La canción hizo que ganará 7 diferentes premios prestigiosos y fue la más famosa en el año.

### 2003–2006: Chinked-out
Habiendo establecido ser unos de los más importantes, influyentes y prolíficos cantantes de la música china, Wang siguió inventando nuevos sonidos y voces.
Su noveno álbum Unbelievable (不可思議) lo marcó nuevamente en su carrera musical. Con este álbum vendió más de 1,300,000 copias en Asia y nuevamente ganó "Best Producer of the Year" en el 15th Golden Melody Awards en el 2004. El primer título de la canción del álbum, "You're Not Here" (你不在) estuvo de #1 en el ranking y estuvo por más de 10 semanas. Antes de la realización de Unbelievable, Wang comenzó su primer concierto mundial titulado "Unbelievable". El tour recibió críticas de todos los fanes en las regiones de Asia.
Su primer álbum en japonés es Hear my Voice fue realizado en el 2004. 
En su décimo álbum, realizado en el último día del 2004, Shangri-La (心中的日月), Wang incorporó "Chinked-Out".
Ha 10 días de la realización de Shangri-La vendió más de 40,000 copias, un excelente comienzo de ventas en Taiwán en el 2005. Con un mes, el álbum alcanzó las 300,000 copias.
Continuando con "el espíritu chinked-out", Heroes of Earth (蓋世英雄) fue realizado el 30 de diciembre de 2005. Heroes of Earth, donde colaboró con Jin, nuevamente ganó "Best Male Vocalist" en el 17th Golden Melody Awards en el 2006.
Heroes of Earth rompió el récord por haber vendido más de 1,000,000 de copias en solo 10 días de la realización. El álbum quedó en primer lugar en el G-Music por 6 semanas. Últimamente, el álbum quedó en las posiciones por más de 23 semanas y se convirtió en unos de los 3 álbumes más vendidos en Taiwán en el 2006.
El concierto Heroes of Earth de Wang, recorrió ciudades como Taipéi, Shanghái, Hong Kong, Singapur and Kuala Lumpur. Rompiendo 6 récords nacionales, el concierto tuvo un nuevo récord en el Taipei Arena y vendió más de 80,000 boletos para el Shanghái Arena.

### 2007-2008: Change Me
Wang realizó su duodécimo álbum Change Me (改變自己). El álbum fue realizado el viernes 13 de julio, de 2007. El álbum fue realizado el día de la superstición del Viernes 13. A través de este álbum, Leehom promocionó la emisión del Calentamiento global y la conciencia ecológica. El empaquetamiento de este Cd es de papel reciclado y no contiene plástico. Wang cree que este cambio en las personas puede cambiar el planeta. Esto es para promocionar la conciencia sobre la ecología. 
En la canción "Change Me/Myself" (改變自己), él habla de cambiarse a sí mismo y al planeta. La primera canción de Wang promocional del álbum, "Falling Leaf Returns to Roots" (落葉歸根) fue un hit en las radios el 20 de junio del 2007. El estilo musical es muy diferente a las de las otras canciones de Wang. Wang dijo que la inspiración vino de su papel, Kuang YuMin en Lust, Caution. La canción viene acompañada de violín y piano solo. En adición, LeeHom colaboró con Selina Ren, integrante del famoso grupo taiwanés de chicas S.H.E en " You're a song in my heart" (你是我心内的一首歌) donde aprovechó para cantar en taiwanés.

### 2008-2009: Heartbeat
Wang lanzó su reciente disco el 26 de diciembre de 2008, para celebrar la Navidad y el Año Nuevo. Este álbum tiene el nombre de "Heart Beat" (心‧跳) en el cual Lee Hom vuelve a cambiar su estilo a Rock conservando sus estilos característicos de R&B y hip hop e inclusive en el primer sencillo lanzado para promoción "What's Wrong With Me" incluye un rock chinked out al incluir PIPA (Instrumento tradicional chino). Hasta ahora los MV (Music Videos) que han salido son los de "What's Wrong With Me", "Heartbeat", "Everything" y "The sun after washed by spring rain", que han sido muy escuchados por toda China... actualmente Wang trabaja en el video de "Another Heaven".

### 2010: 18 Types Of Martial Arts
El álbum empezará a ser distribuido el 13/08/10, incluirá una llave(según la versión), una con un corazón y otra con una casa.
En este álbum Lee Hom se inspira en su papel de Du Ming Hai en "Love in Disguise"

## Filmografía

### Programas de variedades
| Año  | Programa      | Notas              |
| ---- | ------------- | ------------------ |
| 2019 | Sing China S4 | entrenador         |
| 2016 | Ace vs Ace    | (ep. 7) - invitada |